# Rudi Stern
(R.Stern)
Rudi Stern (New Haven, 30 novembre 1936 – Puerto Real, 15 agosto 2006) è stato un artista e gallerista statunitense.
Rudi Stern, artista eclettico e visionario, sperimentatore di varie forme d'arte e pioniere nell'Arte Multimediale, ha spaziato dalla pittura alla scrittura, alla realizzazione di documentari. Protagonista della scena culturale underground americana degli anni 60, è stato anche un appassionato attivista politico.
La luce è stato il filo conduttore di tutto il suo lavoro, mezzo creativo, poetico, artistico e metafora politica: mezzo che illumina le menti.

## Biografia

### I primi anni
Rudi Stern nasce il 30 novembre 1936 a New Haven (Connecticut), unico figlio di una coppia di ebrei tedeschi fuggita dalla Germania all'inizio degli anni 30. Il padre, Kurt Gunter Stern (Tilsit, 1904 - Londra, 1956), noto ricercatore biochimico e professore presso la Yale University (New Haven, Connecticut) e la Brooklyn University (New York), ha lavorato anche presso il Woods Hole Oceanographic Institution di Woods Hole (Massachusetts). Anche la madre, Elsa Emily Jacobi (Freienwalde, 1910 - Vevey, 2005), era laureata in biochimica.

### La formazione
Rudi manifesta precocemente il suo talento artistico e, durante le estati al seguito del padre a Cape Cod (MA), prende lezioni di pittura a Provincetown (1956/1957), nella casa-atelier dell'artista Hans Hofmann, uno dei più grandi artisti dell'Espressionismo Astratto. Dopo gli studi primari a New Haven, Rudi si trasferisce con la famiglia a New York; si forma in campo artistico presso il Bard College (Annandale on Hudson, NY - 1954/1958) con Louis Shanker, seguendo successivamente un Master in Storia dell'Arte alla Columbia University (New York - 1958/1959) e studia pittura con Byron Burford, presso la University of Iowa (MA - 1959/1960). Nel 1960 è a Salisburgo nell'atelier di Oskar Kokoschka.

### Il periodo italiano
Nel 1961 si trasferisce in Italia, a Ruta di Camogli (Liguria), dove esprime tutta la sua creatività con evidenti riferimenti alla sua formazione espressionista. I quattro anni di permanenza in Liguria si traducono in dipinti forti ed espressivi, in cui riesce a trasporre i colori e la luce italiana (10 di questi dipinti, datati a partire dalla fine degli anni 50, sono reperibili presso la collezione privata di Paul Kovalchuk). È un periodo creativo e ricco di importanti frequentazioni con amici artisti ed intellettuali italiani e stranieri, residenti in Liguria e in Toscana, come Gianfranco Bruno, Katharine Kean e Raffaello Majoni.

Ritorna in Italia nel 1968 per partecipare con il pianista Peter Serkin al Festival dei Due Mondi di Spoleto.

### New York e la fase di sperimentazione: Lights Shows ed Electric Circus (The Dom)
Rientra a New York attorno al 1964, dove inizia la fase di sperimentazione artistica che culminerà nei celebri Light Show, diventando uno dei pionieri dell'Arte Psichedelica trasformerà un grande edificio nell'East Village, chiamato The Dom, in Electric Circus (19-25, St. Mark's Place - Manhattan), la fucina creativa dei suoi spettacoli con Jackie Cassen. Questo spazio diventerà punto d'incontro di artisti e intellettuali, qui si terranno molti concerti, conferenze e spettacoli teatrali. Sarà proprio Rudi a consigliare a Gerard Malanga, collaboratore di Andy Warhol, i locali all'interno di The Dom come sede per Exploding Plastic Inevitable, uno tra gli spettacoli artistici più importanti e rappresentativi degli anni 60, diretto da Warhol stesso. Fondamentale l'incontro e la collaborazione fra Rudi Stern e il Guru dell'LSD Timothy Leary: i Light Shows vennero proiettati durante le sue “Celebrazioni di Luce”, facendo di Rudi uno dei protagonisti della Rivoluzione Artistica degli anni 60 a New York. Durante gli anni 70 partecipa attivamente alla New York Renaissance.

### Il video e la didattica multimediale: The Global Village
Il suo enorme talento, unito ad un forte intuito, intelligenza e determinazione, lo portano a percorrere sempre nuove strade. Precursore dell'Arte e della Didattica Multimediale, fonda nel 1969, con John Reilly e Ira Schneider, The Global Village (454, Broome St., NYC), la prima piattaforma di Video Produzione, esplorando il grande potenziale del video come mezzo di ricerca artistica, educativa e come risorsa comunitaria . In quegli anni, crea i primi Workshop in associazione con la New School, il primo Teatro Pubblico e il primo Canale Multiplo di video legati all'Ambiente. The Global Village è stato un centro di risorse totalmente no profit e i suoi programmi fruibili dai canali di Pubblico Accesso.
(nota all'immagine dello schema di J.Reilly riprodotto nell'articolo "Il Mezzo è il Videoptape" pubblicato sul primo numero della rivista UBU del 1970)

### Neon Design: la galleria Let There Be Neon
L'inquietudine creativa e il talento nello scoprire ed esaltare nuovi mezzi di espressione artistica lo
portano nel 1972 a fondare a Soho la galleria Let There Be Neon, mezzo in disuso dagli anni 40.
Rudi diventò il Guru del Neon; fu creatore illuminato di sculture, insegne, pezzi di arredamento e architettonici in neon, strumenti musicali (Charlotte Moorman e Laurie Anderson); e per diciotto anni la sua galleria realizzò progetti visionari per l'illuminazione dell'arredo urbano e d'interni.

### Ritorno al video e l'attivismo politico: Guantanamo, Haiti e Honduras
Chiusa questa fase di intensa creazione artistica con il Neon, Rudi decide di tornare al suo amore per il video fondando la casa di produzione Crowing Rooster Arts con Katharine Kean. Inizia per lui un periodo di grande attivismo politico: si trasferisce ad Haiti e in cinque anni realizza ben quattordici documentari - girati a Guantanamo, Haiti, Honduras -, al fine di dar voce a paesi sottosviluppati e oppressi da capitalismo e dittature.

### Il ritorno a New York: Theater of Light
Alla fine degli anni 90 ritorna a New York, raccogliendosi in una dimensione più intima ed introspettiva, sempre utilizzando il mezzo della luce, realizza spettacoli chiamati Theater of Light, per i quali proietta migliaia di dipinti in miniatura da lui eseguiti su "slides", con il supporto di multi-proiettori in contemporanea. In queste nuove creazioni, in cui si combinano musica e coreografie, la sua pittura astratta è esaltata dalla luce. È grazie a Theater of Light che vince un Obie: un premio annuale consegnato dal giornale The Village Voice agli artisti e gruppi teatrali più meritevoli della città di New York, per le produzioni Off-Broadway. Rudi crea un vortice lirico di immagini e colori in uno spettacolo non narrativo in cui lo spettatore è invitato ad immergersi in un mondo esteticamente puro dove la luce è la vera protagonista.
Uno di questi spettacoli venne eseguito proiettando direttamente su un grande edificio di Jersey City, in occasione delle celebrazioni del 4 luglio.

### Il restauro del Clavilux
Rudi Stern ha lavorato con alcuni amici - fra cui Eugene Epstein - al restauro del Clavilux, strumento
creato da Thomas Wilfred, per spettacoli di luce e colore negli anni 30 in USA.

### Gli ultimi anni
Successivamente torna in Europa: in Italia e Spagna, dove trascorre gli ultimi anni della sua vita dipingendo e scrivendo. 
Muore a Puerto Real (Cadice), il 15 agosto 2006.

### L'eredità
Rudi lascia, oltre a numerose opere originali del suo percorso artistico, materiali fotografici, video ed altro importante materiale d'archivio; un manoscritto autobiografico in attesa di pubblicazione, che raccoglie le sue memorie, accompagnate da poesie, foto, riflessioni e dipinti.

## Filmografia

### Attore
- Neon: An Electric Memoir (1986)

### Regista
- Haiti: Killing the Dream (1993)